# پل کالینز (بازیکن فوتبال اهل انگلستان)
پل کالینز (انگلیسی: Paul Collins؛ زادهٔ ۱۱ اوت ۱۹۶۶) بازیکن فوتبال اهل بریتانیا است.
از باشگاه‌هایی که در آن بازی کرده‌است می‌توان به باشگاه فوتبال وایکام واندررز اشاره کرد.
وی همچنین در تیم ملی فوتبال England Youth بازی کرده‌است.